# Karlo Häusler
Karlo Häusler (Križevci, 3. studenog 1887. – Zagreb, 16. kolovoza 1942.) bio je hrvatski političar, pjesnik, feljtonist i kritičar

## Životopis
Maturirao je u Karlovcu 1906. godine. Zatim je upisao povijest i zemljopis na zagrebačkome Filozofskom fakultetu te je diplomirao 1911. godine u Beču. Studij prava upisao je 1912. godine u Zagrebu. Od 1914. do 1915. studirao je u Grazu da bi diplomirao 1916. u Zagrebu.
Radio je kao odvjetnički perovođa u Đurđevcu i Požegi (1918.–1924.) te kao odvjetnik u Križevcima. Kao član pripadnik HSS-a izabran je 1920. u Srijemskome okrugu za zastupnika u Narodnoj skupštini. Od 1922. ulazi u Demokratsku stranku. Bio je pokretač i urednik časopisa Sutla.
Potpisivao se pseudonimom Discipulus ('Učenik').

### Članci
- Šicel, Miroslav. 2002. Häusler, Karlo. Hrvatski biografski leksikon. Zagreb.  journal zahtijeva |journal= (pomoć)